# Der grüne Heinrich (boek)
Der grüne Heinrich is een gedeeltelijk autobiografische roman van de Zwitserse auteur Gottfried Keller, voor het eerst gepubliceerd in 1855 en uitgebreid herzien in 1879. In het boek wordt de werkelijkheid vrij vermengd met fictie. Het werk staat samen met Adalbert Stifter's Der Nachsommer bekend als een van de twee belangrijkste voorbeelden van een Bildungsroman in de Duitstalige literatuur van de 19e eeuw. Het boek werd in 1993 in Zwitserland verfilmd.
Het boek werd in 2016 vertaald door Peter Kaaij onder de titel Groene Heinrich.